# Jamie Whincup
Jamie Whincup est un pilote automobile australien né le 6 février 1983 à Melbourne. Après des débuts en Formule Ford australienne couronné par le titre en 2002, il participe depuis 2002 au championnat V8 Supercars qu'il remporte pour la sixième fois en 2014, ce qui constitue un record.
Il a notamment remporté le Bathurst 1000 en 2006, 2007 et 2008 en compagnie de son coéquipier Craig Lowndes sur Ford Falcon puis en 2012 en compagnie de Paul Dumbrell sur Holden Commodore. Il a aussi remporté la Gold Coast 600 en 2011 et 2012 sur le circuit de Surfers Paradise en compagnie de Sébastien Bourdais

## Palmarès

### V8 Supercars
| Année | Series                                  | Classement | Voiture                                      | Ecurie                        |
| ----- | --------------------------------------- | ---------- | -------------------------------------------- | ----------------------------- |
| 2002  | V8Supercar Championship Series          | 63rd       | Holden VX Commodore                          | Garry Rogers Motorsport       |
| 2003  | V8Supercar Championship Series          | 27th       | Holden VX Commodore Holden VY Commodore (en) | Garry Rogers Motorsport       |
| 2004  | V8Supercar Championship Series          | 50th       | Holden VX Commodore                          | Castrol Perkins Racing        |
| 2005  | V8Supercar Championship Series          | 16th       | Holden VZ Commodore                          | Tasman Motorsport             |
| 2006  | V8Supercar Championship Series          | 10th       | Ford BA Falcon                               | Triple Eight Race Engineering |
| 2007  | V8Supercar Championship Series          | 2nd        | Ford BF Falcon                               | Triple Eight Race Engineering |
| 2008  | V8Supercar Championship Series          | 1st        | Ford BF Falcon                               | Triple Eight Race Engineering |
| 2009  | V8Supercar Championship Series          | 1st        | Ford FG Falcon                               | Triple Eight Race Engineering |
| 2010  | V8Supercar Championship Series          | 2nd        | Holden VE Commodore                          | Triple Eight Race Engineering |
| 2011  | International V8 Supercars Championship | 1st        | Holden VE Commodore                          | Triple Eight Race Engineering |
| 2012  | International V8 Supercars Championship | 1st        | Holden VE Commodore                          | Triple Eight Race Engineering |
| 2013  | International V8 Supercars Championship | 1st        | Holden VF Commodore                          | Triple Eight Race Engineering |
| 2014  | International V8 Supercars Championship | 1st        | Holden VF Commodore                          | Triple Eight Race Engineering |
| 2015  | International V8 Supercars Championship | 5th        | Holden VF Commodore                          | Triple Eight Race Engineering |
| 2016  | Virgin Australia Supercars Championship | 2nd        | Holden VF Commodore                          | Triple Eight Race Engineering |
| 2017  | Virgin Australia Supercars Championship | 1st        | Holden VF Commodore                          | Triple Eight Race Engineering |

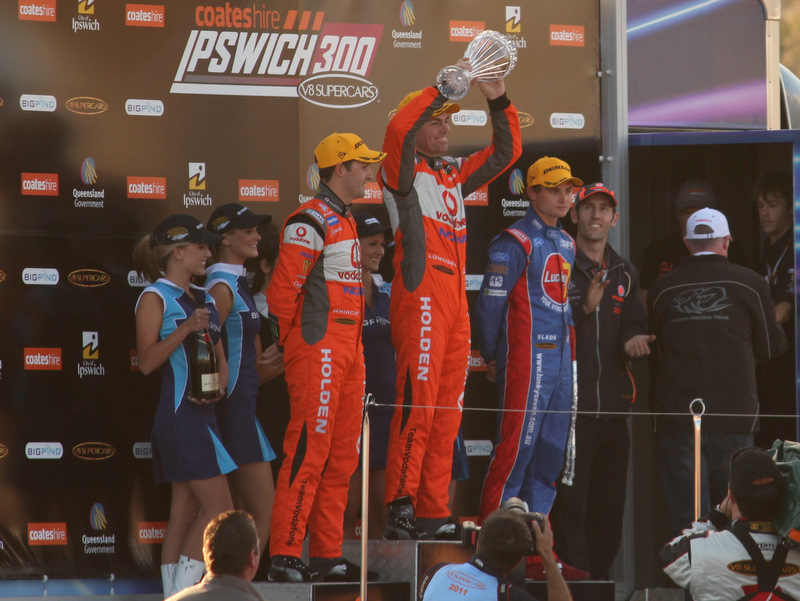
Le podium d'Ipswich en 2011
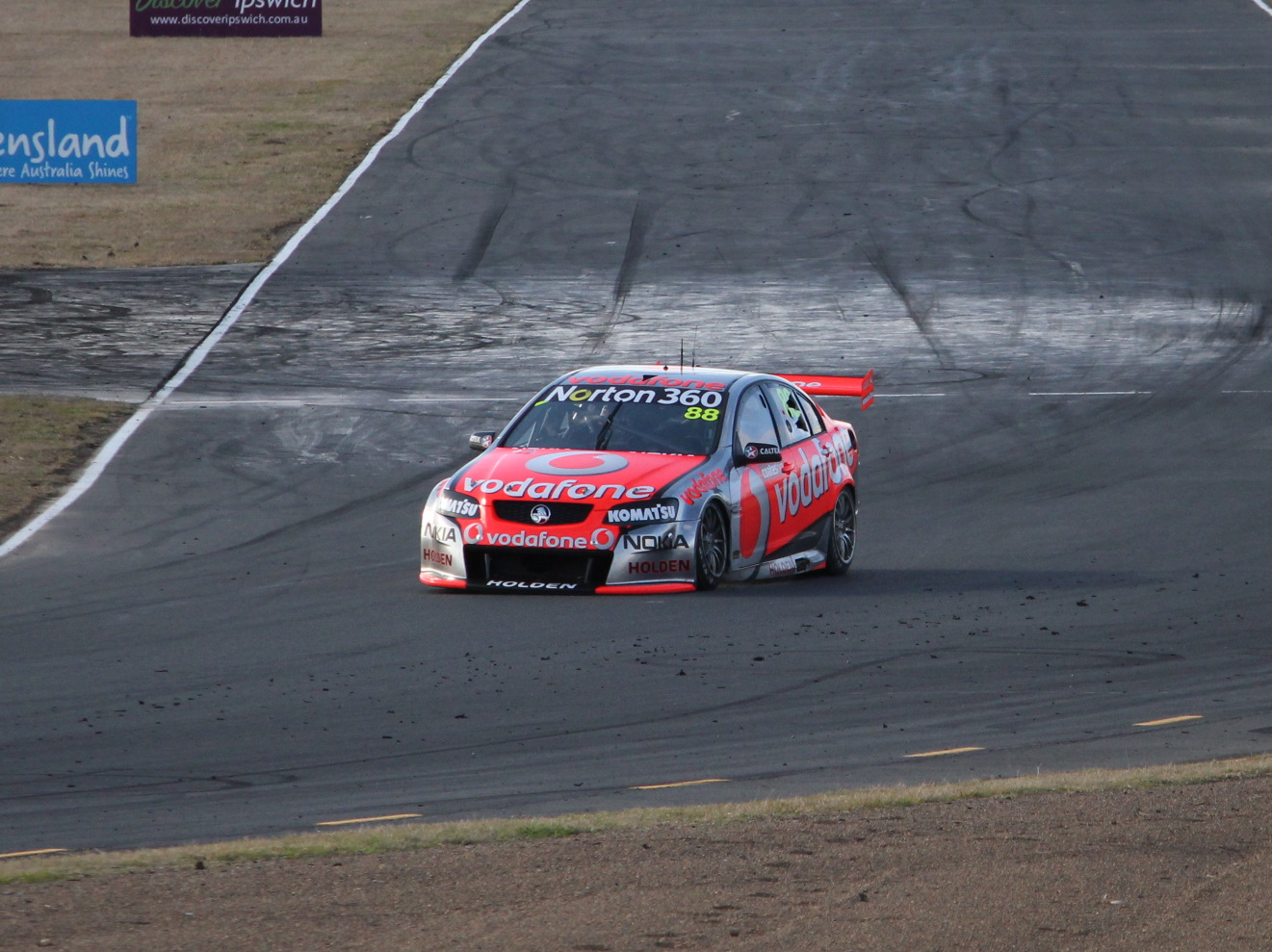
La Holden Commodore 2011